# Body and Soul
Body and Soul er en amerikansk stumfilm fra 1925 instrueret af Oscar Micheaux.

## Medvirkende
- Paul Robeson som Reverend Isaiah T. Jenkins / Sylvester
- Mercedes Gilbert som Martha Jane
- Julia Theresa Russell som Isabelle
- Lawrence Chenault som Yello-Curley' Hinds
- Marshall Rogers
- Lillian Johnson som Caline
- Madame Robinson som Lucy
- Chester A. Alexander som Deacon Simpkins
- Walter Cornick som Amos